# Håkan Magnusson
För kungen  av Norge 1299–1319, se Håkon Magnusson. För andra betydelser, se Håkan Magnusson (olika betydelser).

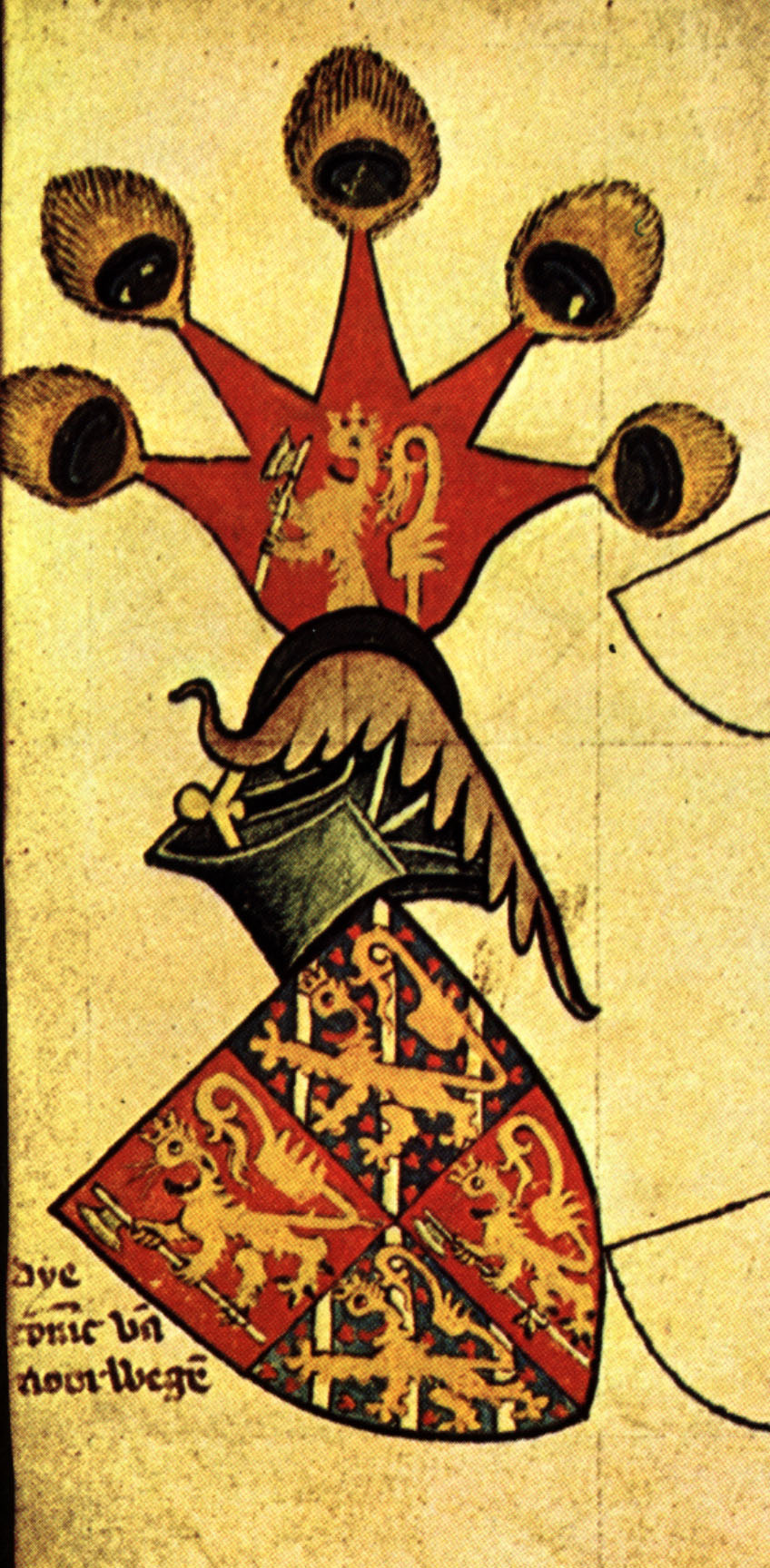
Unionsvapen för kung Håkan av Norge och Sverige (efter Gelrevapenboken cirka 1380).

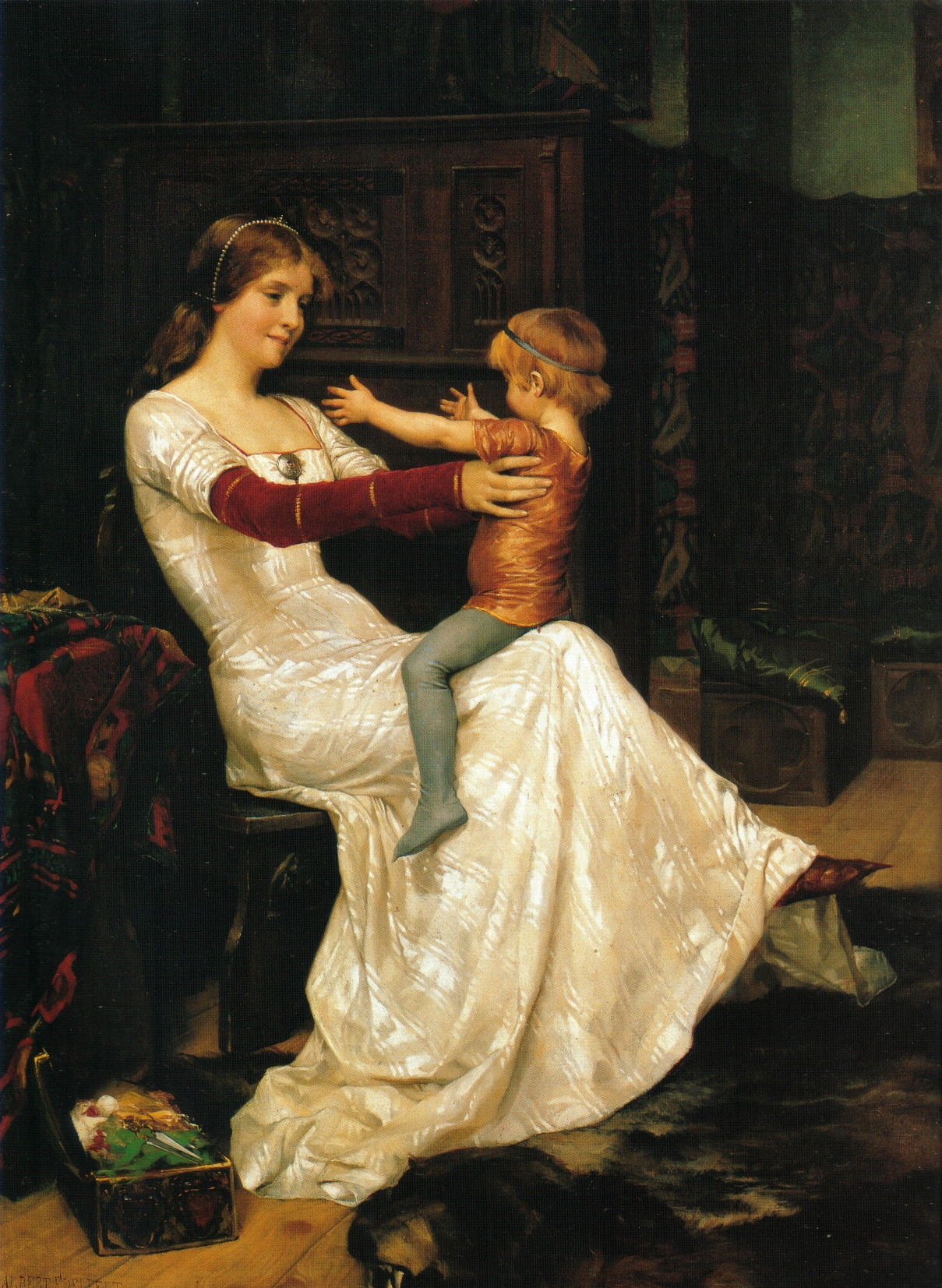
Håkan Magnusson som barn i tavlan Drottning Blanka målad 1877 av Albert Edelfelt.

Håkan Magnusson, född 1340, död 11 september 1380, var kung av Norge (norska: Håkon VI) 1355–1380 och kung av Sverige 1362–1364, son till svenske kungen Magnus Eriksson och drottningen Blanka av Namur. Han samregerade med sin far över Sverige i två år, innan Albrekt av Mecklenburg kom till makten.

## Biografi
Håkan Magnusson utsågs 1343 av de norska stormännen till kung av Norge. Under hans omyndighetstid skulle fadern och det norska rådet utöva regeringen. Håkan Magnusson blev myndig 1355 men kom inte att spela någon mer framträdande roll förrän efter den äldre brodern Eriks död 1359. Han uppträdde nu vid faderns sida i den konflikt med Danmark som följde Valdemar Atterdags erövring av Skåne 1360. En schism utbröt dock dem emellan 1361, och året därpå utsågs Håkan av de svenska stormännen till kung i Sverige. Han syntes dock åter ha försonats med fadern.
1363 gifte han sig med Valdemar Atterdags dotter Margareta, med vilken han 1359 trolovats. Trolovningen hade dock brutits i samband med konflikten 1360–1361, och ett nytt giftermålsavtal ingåtts med Elisabet av Holstein, som Håkan sedan bröt.
I de följande striderna mot mecklenburgarna vid deras usurpationssträvanden kämpade Håkan på faderns sida. I motsats til denne lyckades han undkomma nederlaget mot Albrekt av Mecklenburg i slaget vid Gataskogen 1365. Håkan lyckades behålla under sitt välde vissa delar av västra Sverige, men den svenska kronan måste han avstå till Albrekt. Senare ställdes han alltmer i skuggan av sin hustru, som tycks ha haft stort inflytande på hans regering.
Barn:
1. Olof, 1370–1387, kung av Danmark och Norge, gjorde anspråk på den svenska tronen, men dog ung i lunginflammation på Falsterbohus; med honom dog Bjälboättens kungliga gren ut.

## Fotnoter
1. 1 2 3 4  Carlquist, Gunnar, red (1932). Svensk uppslagsbok. Bd 13. Malmö: Svensk Uppslagsbok AB. sid. 613–14